# Bruno Mahlow
Bruno Mahlow (* 1. Mai 1899 in Göhren, Kreis Crossen; † 3. Februar 1964 in Ost-Berlin) war ein deutscher Gewerkschafts- und KPD-Funktionär.

## Leben
Bruno Mahlow war der Sohn eines Mittelbauern. Er lernte Buchdrucker. 1916 wurde er Soldat im Ersten Weltkrieg. Wegen „Widerstandes gegen Vorgesetzte“ wurde er zu sieben Jahren Festung verurteilt, aber 1918 amnestiert.
Im März 1918 wurde er Mitglied des Buchdruckerverbandes und der Spartakusgruppe. Er war Delegierter des Gründungsparteitages der KPD Ende 1918 in Berlin. Von 1919 bis 1922 war er Funktionär der Banknotendruckergewerkschaft Berlins. Dort verschwieg er die Parteizugehörigkeit. Er trat erst 1922 offiziell der KPD bei und wurde Mitglied der engeren Bezirksleitung Berlin-Brandenburg. 1925 war er Anhänger der „Ultralinken“ um Werner Scholem. Mitte 1926 trennte er sich von der linken Opposition und wurde Ende 1927 hauptamtlicher Mitarbeiter des Zentralkomitees in der Gewerkschaftsabteilung. Seit 1929 war er Mitglied der Reichsleitung der RGO.
Nach Beginn der NS-Zeit emigrierte Mahlow im März 1933. Beim Grenzübertritt zog er sich eine schwere Rückenmarkverletzung zu. Ab Ende Juni 1933 hielt er sich in Moskau auf. Nach einem Krankenhausaufenthalt war er seit Oktober 1933 Referent im Mitteleuropäischen Büro der Roten Gewerkschafts-Internationale (RGI), dann ab 1934 verantwortlicher Sekretär der Internationalen Kommission der Arbeiter der Polygraphischen Industrie bei der RGI sowie Mitarbeiter der Gewerkschaftsabteilung des Exekutivkomitees der Kommunistischen Internationale (EKKI).

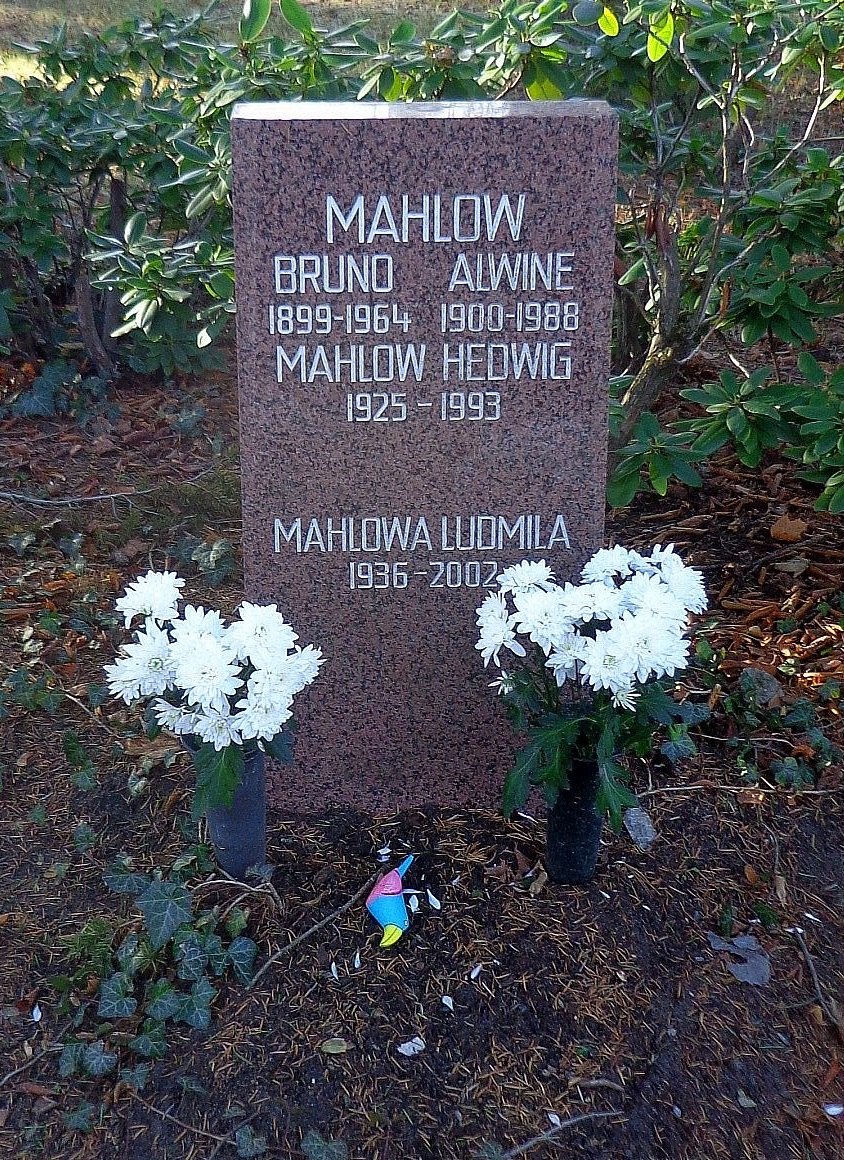
Grabstätte

1937 wurde Mahlow vom NKWD verhaftet. Da er zu dieser Zeit an einer schweren Infektionskrankheit litt und zeitweilig gelähmt war, wurde er 1938 aus der Haft entlassen.
Nach dem deutschen Überfall auf die Sowjetunion wurde er mit seiner Familie am 29. August 1941 nach Astrachan evakuiert, im September weiter nach Taschkent, wo er bis Frühjahr 1947 blieb.
Mahlow kam im Mai 1947 schwerkrank nach Deutschland zurück und trat der SED bei. Er engagierte sich im Arbeitskreis verdienter Gewerkschaftsveteranen. Er erhielt 1957 den Vaterländischen Verdienstorden in Silber. Seine Urne wurde in der Grabanlage Pergolenweg auf dem Berliner Zentralfriedhof Friedrichsfelde beigesetzt.
Mahlow war verheiratet und hatte zwei Kinder, eine Tochter (1924–1993) und einen Sohn Bruno (1937–2023). Dieser war Diplomat der DDR und bis 1989 stellvertretender Leiter der Abteilung Internationale Verbindungen des ZK der SED.